# Droga krajowa nr 67 (Polska)
Droga krajowa nr 67 (DK67) – droga krajowa klasy G o długości ok. 26 km, leżąca na obszarze województwa kujawsko-pomorskiego. Trasa ta łączy Lipno z Włocławkiem.

## Historia numeracji
Na przestrzeni lat trasa posiadała różne oznaczenia:

| Numer | Przebieg                          | Lata obowiązywania | Źródło | Uwagi |
| ----- | --------------------------------- | ------------------ | --- | --- |
| ?     | Lipno – Górny Szpetal – Włocławek | 1921–1952          | Zygmunt Jaworski, Mapa samochodowa Polski (stan dróg) na rok 1939/40, Tadeusz Musiał, 1939. Brak numerów stron w książce | nieznana numeracja |
| ?     | Lipno – Szpetal Grn. – Włocławek  | 1952 – lata 70.    | Atlas samochodowy Polski 1:500 000. Wyd. IV. Warszawa: Państwowe Przedsiębiorstwo Wydawnictw Kartograficznych, 1965. Brak numerów stron w książce | oznaczana jako droga drugorzędna, b.d. o numeracji                                                                                           |
| 167   | Lipno – Szpetal Górny – Włocławek | lata 70. – 1986    | - Mapa samochodowa Polski 1:1 000 , wyd. jedenaste, Warszawa: Państwowe Przedsiębiorstwo Wydawnictw Kartograficznych, 1972. Brak numerów stron w książce - Mapa samochodowa Polski 1:500 000. Wyd. V. Warszawa: Państwowe Przedsiębiorstwo Wydawnictw Kartograficznych, 1979. ISBN 83-7000-017-7. Brak numerów stron w książce - Hegi Gyula, Domokos György: EUROPE L'EUROPE EUROPA ЕВРОПА Road atlas Atlas Routier Autoatlas АТЛАС автомобильных дорог. Budapeszt: Cartographia Budapest, 1981. ISBN 963-350-412-0. Brak numerów stron w książce | 1. łącznik dróg międzynarodowych – E16 z T81 2. w I połowie lat 80. w niektórych wydaniach atlasu drogowego oznaczana jako droga drugorzędna |
| 557   | Lipno – Szpetal Górny – Włocławek | 14 II 1986 – 2000  | - Uchwała nr 192 Rady Ministrów z dnia 2 grudnia 1985 r. w sprawie zaliczenia dróg do kategorii dróg krajowych (M.P. z 1986 r. nr 3, poz. 16) - Polska: Atlas samochodowy 1:300 000. Wyd. pierwsze. Warszawa/Wrocław: Polskie Przedsiębiorstwo Wydawnictw Kartograficznych, 1992. ISBN 83-7000-080-0. Brak numerów stron w książce - Polska: Mapa samochodowa 1:700 000, wyd. 1, Szczecin: Wydawnictwo Kartograficzne KOMPAS, 1996–1997, ISBN 83-904373-2-5. Brak numerów stron w książce - Polska: Mapa samochodowa 1:700 000, wyd. II Zmienione i poprawione, Szczecin: Wydawnictwo Kartograficzne KOMPAS, 1997–1998, ISBN 83-904373-3-3. Brak numerów stron w książce                                                                               | droga krajowa przysotosowana do ruchu ciężkiego – dopuszczalny nacisk na pojedynczą oś do 10 ton                                             |
| 67    | Lipno – Szpetal Górny – Włocławek | od 2000            | - Zarządzenie nr 6 Generalnego Dyrektora Dróg Publicznych z dnia 9 maja 2000 r. w sprawie nowych numerów dróg krajowych [online], Rzeczpospolita, 4 lipca 2000. - Polska: Mapa samochodowa z podziałem administracyjnym 1:700 000, wyd. XII Zmienione, poprawione i uaktualnione, Szczecin: Wydawnictwo Kartograficzne KOMPAS, 2004–2005, ISBN 83-904373-7-6. Brak numerów stron w książce - Polska: Mapa samochodowa z podziałem administracyjnym 1:700 000, wyd. XIV Zmienione, poprawione i uaktualnione, Szczecin: Wydawnictwo Kartograficzne KOMPAS, 2005–2006, ISBN 83-904373-7-6. Brak numerów stron w książce - Polska: Mapa samochodowa 1:700 000, wyd. XXVII, Dom wydawniczy PWN, 2016, ISBN 978-83-7705-942-5. Brak numerów stron w książce | informacje dla ruchu ciężkiego |

## Dopuszczalny nacisk na oś
Od 13 marca 2021 roku na drodze dozwolony jest ruch pojazdów o nacisku pojedynczej osi napędowej do 11,5 tony.

### Do 13 marca 2021 r.
W poprzednich latach na drodze krajowej nr 67 obowiązywały ograniczenia dotyczące największego dozwolonego nacisku na oś:

| Znak  | Dopuszczalny nacisk | Lata obowiązywania | Odcinek           |
| ----- | ------------------- | ------------------ | ----------------- |
| [ a ] | do 10 ton           | 2003–2010          | Lipno – Włocławek |
| [ a ] | do 10 ton           | 2010–2021          | Lipno – Włocławek |

## Miejscowości leżące na trasie DK67
- Lipno (DK10)
- Lipno II (Borek)
- Radomice
- Krzyżówki
- Popowo
- Łochocin
- Cyprianka
- Fabianki
- Bogucin
- Szpetal Górny
- Włocławek (DK62)